# روژانزدورف
شهر روژانزدورف  در بخش دلزدورف در ایالت زوریخ در کشور سوئیس واقع شده‌است که ۱۵٬۲۰۰ نفر جمعیت دارد.